# Two Cops
Two Cops (hangul: 투깝스; rr: Tukkapseu) é uma série de televisão sul-coreana exibida pela MBC TV de 27 de novembro de 2017 a 16 de janeiro de 2018, estrelada por Jo Jung-suk, Lee Hye-ri e Kim Seon-ho.

## Enredo
Um detetive dedicado, dedicado a crimes violentos, que se encontra coabitando seu próprio corpo com a alma de um vigarista desprezível; e se apaixona por um repórter mal-humorado.

## Elenco

### Elenco principal
- Jo Jung-suk como Cha Dong-tak / Gong Su-chang
- Lee Hye-ri como Song Ji-an
- Kim Seon-ho como Gong Su-chang

### Elenco de apoio
- Hoya como Dokgo Sung-hyeok
- Lee Si-eon como Yong-pal
- Moon Ji-in como Gil Da-jung
- Kim Young-woong como Park Dong-gi
- Kim Seo-kyung como amiga de Song Ji-an.
- Park Hoon como Tak Jae-hee
- Jung Hae-kyun como Ma Jin-kook
- Ryu Tae-ho como Noh Young-man
- Choi Il-hwa como Tak Jung-hwan
- Lee Dae-yeon como Yoo Jung-man
- Lee Jae-won como Lee Doo-sik
- Im Se-mi como Ko Bong-sook
- Ryoo Hae-rin como Miss Bong
- Kim Myung-seon como enfermeira
- Yoon Bong-kil como Dokki, servo de Yong-pal

## Trilha sonora

### Parte 1
| Lançado em 4 de dezembro de 2017 |                              |                |         |  |
| N.º                              | Título                       | Artista        | Duração |  |
| 1.                               | "Don't Ask" (묻지 말기로 해) | Voisper        | 03:53   |  |
| 2.                               | "Don't Ask" (Inst.)          |                | 03:53   |  |
| Duração total:                   | Duração total:               | Duração total: | 07:46   |  |

### Parte 2
| Lançado em 11 de dezembro de 2017 |                        |                |         |  |
| N.º                               | Título                 | Artista        | Duração |  |
| 1.                                | "Fall In Love"         | U Sung-eun     | 04:21   |  |
| 2.                                | "Fall In Love" (Inst.) |                | 04:21   |  |
| Duração total:                    | Duração total:         | Duração total: | 08:42   |  |

### Parte 3
| Lançado em 18 de dezembro de 2017 |                   |                |         |  |
| N.º                               | Título            | Artista        | Duração |  |
| 1.                                | "Dreamer"         | The Vane       | 03:36   |  |
| 2.                                | "Dreamer" (Inst.) |                | 03:36   |  |
| Duração total:                    | Duração total:    | Duração total: | 07:12   |  |

### Parte 4
| Lançado em 26 de dezembro de 2017 |                       |                |         |  |
| N.º                               | Título                | Artista        | Duração |  |
| 1.                                | "You Make Me"         | SALTNPAPER     | 04:23   |  |
| 2.                                | "You Make Me" (Inst.) |                | 04:23   |  |
| Duração total:                    | Duração total:        | Duração total: | 08:46   |  |

### Parte 5
| Lançado em 2 de janeiro de 2018 |                            |                |         |  |
| N.º                             | Título                     | Artista        | Duração |  |
| 1.                              | "By The Way" (그런데 말야) | Gu Yoon-hoe    | 04:28   |  |
| 2.                              | "By The Way" (Inst.)       |                | 04:28   |  |
| Duração total:                  | Duração total:             | Duração total: | 08:56   |  |

### Parte 6
| Lançado em 8 de janeiro de 2018 |                |                |         |  |
| N.º                             | Título         | Artista        | Duração |  |
| 1.                              | "Coat" (외투)  | Lim Jeong-hee  | 03:26   |  |
| 2.                              | "Coat" (Inst.) |                | 03:26   |  |
| Duração total:                  | Duração total: | Duração total: | 06:52   |  |

### Parte 7
| Lançado em 15 de janeiro de 2018 |                |                 |         |  |
| N.º                              | Título         | Artista         | Duração |  |
| 1.                               | "Lie"          | Car, the garden | 03:10   |  |
| 2.                               | "Lie" (Inst.)  |                 | 03:10   |  |
| Duração total:                   | Duração total: | Duração total:  | 06:20   |  |

## Classificações
- Na tabela abaixo, os números azuis representam as mais baixas classificações e os números vermelhos representam as classificações mais elevadas.
- SC indica que o drama não se classificou nos 20 melhores programas diários nessa data

| Episódio | Data de transmissão original | Audiência média | Audiência média | Audiência média | Audiência média |
| Episódio | Data de transmissão original | TNmS            | TNmS            | AGB Nielsen     | AGB Nielsen     |
| Episódio | Data de transmissão original | Em todo o país  | Seul            | Em todo o país  | Seul            |
| -------- | ---------------------------- | --------------- | --------------- | --------------- | --------------- |
| 1        | 27 de novembro de 2017       | 5.5% (NR)       | 6.1% (NR)       | 4.6% (NR)       | 5.2% (NR)       |
| 2        | 27 de novembro de 2017       | 6.0% (NR)       | 6.2% (20th)     | 5.1% (NR)       | 5.4% (NR)       |
| 3        | 28 de novembro de 2017       | 5.5% (NR)       | 5.5% (20th)     | 3.3% (NR)       | 3.6% (NR)       |
| 4        | 28 de novembro de 2017       | 6.4% (17th)     | 6.8% (14th)     | 3.6% (NR)       | 3.7% (NR)       |
| 5        | 4 de dezembro de 2017        | 8.0% (16th)     | 7.6% (14th)     | 7.1% (20th)     | 7.8% (17th)     |
| 6        | 4 de dezembro de 2017        | 8.6% (13th)     | 8.5% (7th)      | 8.2%(15th)      | 8.9%(11th)      |
| 7        | 5 de dezembro de 2017        | 6.7% (16th)     | 6.5% (16th)     | 6.3% (NR)       | 6.9% (17th)     |
| 8        | 5 de dezembro de 2017        | 7.7% (12th)     | 7.6% (10th)     | 7.3% (14th)     | 8.0% (11th)     |
| 9        | 11 de dezembro de 2017       | 7.3% (20th)     | 7.8% (14th)     | 7.1% (NR)       | 7.9% (18th)     |
| 10       | 11 de dezembro de 2017       | 8.1% (15th)     | 8.6% (10th)     | 8.1% (15th)     | 8.8% (12th)     |
| 11       | 12 de dezembro de 2017       | 6.2% (19th)     | 6.0% (20th)     | 6.0% (NR)       | 6.9% (NR)       |
| 12       | 12 de dezembro de 2017       | 7.6% (14th)     | 7.7% (11th)     | 7.0% (16th)     | 7.2% (17th)     |
| 13       | 18 de dezembro de 2017       | 7.5% (18th)     | 7.8% (16th)     | 6.3% (NR)       | 7.2% (NR)       |
| 14       | 18 de dezembro de 2017       | 8.7% (15th)     | 9.2% (10th)     | 7.4% (18th)     | 7.7% (17th)     |
| 15       | 19 de dezembro de 2017       | 5.6% (NR)       | 5.6% (20th)     | 5.1% (NR)       | 5.3% (NR)       |
| 16       | 19 de dezembro de 2017       | 6.3% (18th)     | 6.1% (16th)     | 6.1% (NR)       | 6.4% (NR)       |
| 17       | 25 de dezembro de 2017       | 6.7% (NR)       | 7.0% (13th)     | 6.8% (NR)       | 7.0% (18th)     |
| 18       | 25 de dezembro de 2017       | 8.2% (13th)     | 8.4% (8th)      | 7.7% (17th)     | 8.0% (11th)     |
| 19       | 26 de dezembro de 2017       | 6.0% (NR)       | 6.8% (NR)       | 5.3% (NR)       | 6.1% (NR)       |
| 20       | 26 de dezembro de 2017       | 6.9% (NR)       | 7.3% (NR)       | 6.2% (18th)     | 6.6% (17th)     |
| 21       | 1 de janeiro de 2018         | 7.5% (20th)     | 7.6%            | 6.7% (NR)       | 6.8% (NR)       |
| 22       | 1 de janeiro de 2018         | 8.1% (17th)     | 8.5%            | 7.9% (19th)     | 8.3% (16th)     |
| 23       | 2 de janeiro de 2018         | 8.5% (14th)     | 8.6%            | 6.3% (19th)     | 6.4% (20th)     |
| 24       | 2 de janeiro de 2018         | 9.5% (11th)     | 10.0%           | 7.7% (15th)     | 8.2% (10th)     |
| 25       | 8 de janeiro de 2018         | 7.6% (18th)     | 7.8%            | 6.6% (NR)       | 6.7% (18th)     |
| 26       | 8 de janeiro de 2018         | 9.0% (11th)     | 9.1%            | 7.6% (16th)     | 7.5% (12th)     |
| 27       | 9 de janeiro de 2018         | 6.9% (17th)     | 7.1%            | 6.5% (NR)       | 6.7% (15th)     |
| 28       | 9 de janeiro de 2018         | 8.5% (10th)     | 9.3%            | 8.2% (12th)     | 8.8% (9th)      |
| 29       | 15 de janeiro de 2018        | 8.0% (15th)     | 8.2%            | 7.5% (17th)     | 7.7% (15th)     |
| 30       | 15 de janeiro de 2018        | 9.5% (9th)      | 9.6%            | 9.3% (10th)     | 9.3% (8th)      |
| 31       | 16 de janeiro de 2018        | 8.5% (12th)     | 9.3%            | 7.7% (14th)     | 8.5% (9th)      |
| 32       | 16 de janeiro de 2018        | 10.1% (8th)     | 10.3%           | 9.7% (7th)      | 9.9% (5th)      |
| Média    | Média                        | 7.5%            | 7.7%            | 6.7%            | 7.1%            |

## Prêmios e indicações
| Ano  | Prêmio               | Categoria                                                        | Beneficiário | Resultado |                   |
| ---- | -------------------- | ---------------------------------------------------------------- | ------------ | --------- | ----------------- |
| 2017 | MBC Drama Awards     | Grande Prêmio (Daesang)                                          | Jo Jung-suk  | Indicado  | [ 4 ] [ 5 ] [ 6 ] |
| 2017 | MBC Drama Awards     | Drama do ano                                                     | Two Cops     | Indicado  | [ 4 ] [ 5 ] [ 6 ] |
| 2017 | MBC Drama Awards     | Prêmio de excelência superior, ator em drama de segunda a terça  | Jo Jung-suk  | Venceu    | [ 4 ] [ 5 ] [ 6 ] |
| 2017 | MBC Drama Awards     | Prêmio de excelência superior, atriz em drama de segunda a terça | Lee Hye-ri   | Indicado  | [ 4 ] [ 5 ] [ 6 ] |
| 2017 | MBC Drama Awards     | Prêmio de excelência, ator em drama de segunda a terça           | Kim Seon-ho  | Venceu    | [ 4 ] [ 5 ] [ 6 ] |
| 2017 | MBC Drama Awards     | Prêmio de excelência, atriz em drama de segunda a terça          | Im Se-mi     | Indicado  | [ 4 ] [ 5 ] [ 6 ] |
| 2017 | MBC Drama Awards     | Prêmio de atuação de ouro, ator de drama de segunda a terça      | Lee Si-eon   | Indicado  | [ 4 ] [ 5 ] [ 6 ] |
| 2017 | MBC Drama Awards     | Prêmio de atuação de ouro, atriz de drama de segunda a terça     | Moon Ji-in   | Indicado  | [ 4 ] [ 5 ] [ 6 ] |
| 2017 | MBC Drama Awards     | Prêmio de popularidade, ator                                     | Jo Jung-suk  | Indicado  | [ 4 ] [ 5 ] [ 6 ] |
| 2017 | MBC Drama Awards     | Prêmio de popularidade, atriz                                    | Lee Hye-ri   | Indicado  | [ 4 ] [ 5 ] [ 6 ] |
| 2017 | MBC Drama Awards     | Melhor novo ator                                                 | Kim Seon-ho  | Venceu    | [ 4 ] [ 5 ] [ 6 ] |
| 2017 | MBC Drama Awards     | Prêmio de melhor personagem, personagem de quadrinhos            | Kim Seon-ho  | Indicado  | [ 4 ] [ 5 ] [ 6 ] |
| 2018 | 6th APAN Star Awards | Prêmio de excelência superior, ator em uma minissérie            | Jo Jung-suk  | Indicado  | [ 7 ]             |